# Чемпіонат світу з водного поло серед жінок
Чемпіонат світу з водного поло — турнір з водного поло, що проходить під егідою ФІНА. Є другим за престижністю турніром після Олімпійських турнірів з водного поло для жіночих національних збірних. Проходить в рамках Чемпіонатів світу з водних видів спорту, будучи одним з видів програм чемпіонату. Перший турнір був проведений в 1986 році.
Чемпіонат світу серед чоловіків розігрується з 1973 року.

## Призери чемпіонатів світу
| Рік         | Місце проведення   | Золото     | Срібло     | Бронза    |
| 1986 Деталі | Іспанія Мадрид     | Австралія  | Нідерланди | США       |
| 1991 Деталі | Австралія Перт     | Нідерланди | Канада     | США       |
| 1994 Деталі | Італія Рим         | Угорщина   | Нідерланди | Італія    |
| 1998 Деталі | Австралія Перт     | Італія     | Нідерланди | Австралія |
| 2001 Деталі | Японія Фукуока     | Італія     | Угорщина   | Канада    |
| 2003 Деталі | Іспанія Барселона  | США        | Італія     | Росія     |
| 2005 Деталі | Канада Монреаль    | Угорщина   | США        | Канада    |
| 2007 Деталі | Австралія Мельбурн | США        | Австралія  | Росія     |
| 2009 Деталі | Італія Рим         | США        | Канада     | Росія     |
| 2011 Деталі | Китай Шанхай       | Греція     | КНР        | Росія     |
| 2013 Деталі | ОАЕ Дубай          | Іспанія    | Австралія  | Угорщина  |

## Медалі
| Місце | Країна     | Золото | Срібло | Бронза | Разом |
| ----- | ---------- | ------ | ------ | ------ | ----- |
| 1     | США        | 3      | 1      | 2      | 6     |
| 2     | Італія     | 2      | 1      | 1      | 4     |
| 2     | Угорщина   | 2      | 1      | 1      | 4     |
| 4     | Нідерланди | 1      | 3      | 0      | 4     |
| 5     | Австралія  | 1      | 2      | 1      | 4     |
| 6     | Греція     | 1      | 0      | 0      | 1     |
| 6     | Іспанія    | 1      | 0      | 0      | 1     |
| 8     | Канада     | 0      | 2      | 2      | 4     |
| 9     | КНР        | 0      | 1      | 0      | 1     |
| 10    | Росія      | 0      | 0      | 4      | 4     |